# Tatarisk ponny
Den tatariska ponnyn även kallad arisk ponny, var en förhistorisk men numera utdöd häst som funnits sedan istiden. Den antas var förfader till många av de äldre nordiska hästraserna och kom troligtvis hit med vandringsfolk från Asien. Den tatariska ponnyns ursprung kan säkerligen spåras till den mongoliska vildhästen Przewalski. Ponnyn är bland annat en av anfäderna till den norska Fjordhästen som visar stort likhet med Przewalskihästarna.
Den tatariska ponnyn har dokumenterats som en liten men otroligt stark och livlig häst i ponnystorlek som hade en enorm uthållighet. De borde varit mycket starka i förhållande till sin storlek då de små ponnyerna säkerligen bar stora, vuxna män flera mil om dagen under folkvandringarna.

## Nordiska hästar
Den tatariska ponnyn kom så småningom att utvecklas till olika typer och raser i Norden, så även i Sverige. Bland annat fanns det hästraser som kallades Svensk klippare och Färsingehäst i Skåne och som antas ha den tatariska ponnyn som ursprung. I Dalarna och värmland utvecklades ponnyn istället till en mer robust ponny som kallades Dalsbo- och värmlandshästen. Även i de norrländska fjällen utvecklades en liten tålig ponny som kallades för just Norrländsk fjällbygdshäst. Flera andra skogshästar utvecklades ur den tatariska ponnyn. Inga av dessa svenska hästar finns kvar i dag. Ölandshästen utvecklades sannolikt också ur den tatariska ponnyn och även om den dog ut för några år sedan så håller den på att återuppfödas.
Idag finns det också några enstaka levande raser som bär på arvet efter de tatariska ponnyerna. Den norska fjordhästen är den mest kända av dem och fjordingarnas inflytande på Islandshästen och Nordlandshästen gör att även denna är ättling till den ariska ponnyn. Det är mycket sannolikt att den tatariska ponnyn har haft inflytande på Gotlandsrusset. Och även om det inte finns tydliga belägg för att den tatariska ponnyn skulle ligga i grund för de större kallblodsraserna Nordsvensk, Dölehäst eller Finskt kallblod är sannolikheten för detta stort.